# Pedro René Contín Aybar
Pedro René Contín Aybar (Santo Domingo, 29 de diciembre de 1907-2 de agosto de 1981) fue un poeta, dramaturgo, funcionario público y crítico de arte dominicano. Escribió el primer relato de temática gay en la literatura dominicana.

## Trayectoria
Escribió el poema Biel, el marino en 1957 en un tiraje corto de 30 ejemplares, mismo que resultó polémico al ser la primera obra en la literatura en República Dominicana sobre temática homosexual. Fue cordirector y redactor de la revista Cuadernos Dominicanos de Cultura. Fue guionista escénico, preparando los montajes de obras como La traviata (1957), Cavalleria rusticana (1956) y Lo toma o lo deja (1959) para el programa La Voz Dominicana de Radiotelevisión Dominicana.
Como funcionario público, fue influyente durante la dictadura de Rafael Leonidas Trujillo, hecho que le provocaría ser criticado y condenado en la posteridad. Fue el primer director de la Biblioteca Nacional Pedro Henríquez Ureña en 1971, fundada durante el régimen de Joaquín Balaguer así como del Museo Nacional y encargado de Canje y Difusión Cultural del Ministerio de Relaciones Exteriores de la República Dominicana.

## Obra
- Biel, el marino, 1943.
- Antología de la poética dominicana, 1943.